# Jaldhaka
Jaldhaka è un sottodistretto (upazila) del Bangladesh situato nel distretto di Nilphamari, divisione di Rangpur. Si estende su una superficie di 303,52 km² e conta una popolazione di 233.885 abitanti (dato censimento 1991).